# Alain Altinoglu
Alain Altinoglu (París, 9 de octubre de 1975) es un director de orquesta francés de origen armenio.

## Vida
Altinoglu nació en 1975 en París en una familia armenia de Kütahya (llamada Altounian), su madre Janet Mafyan es pianista y profesora de piano en el Conservatorio de Estambul y Alexandre Altinoglu, profesor de matemáticas, que llegó a Francia en 1971. Estudió música en el Conservatorio Nacional de Música y Danza de París. Allí ejerció la docencia durante casi diez años, donde destacó como profesor de la clase de conjunto vocal. Fue nombrado profesor de la clase de dirección orquestal a partir de 2014.

## Carrera
Dirige muchas orquestas, incluidas la Filarmónica de Viena, la Filarmónica de Berlín, la Orquesta Real del Concertgebouw, la Sinfónica de Londres, la Sinfónica de Chicago, Sinfónica de Boston, Orquesta de Cleveland, Orquesta de Filadelfia, la Sinfónica de la Radio de Baviera, la Filarmónica de Múnich, la Orquesta Estatal Sajona de Dresde, la Orquesta Filarmónica de Radio Francia, Orquesta Philharmonia, Orquesta Filarmónica de Londres, Orquesta Sinfónica de Montreal, Orquesta Nacional Rusa, Sinfónica de la Ciudad de Birmingham, Orquesta de París, Orquesta de la Tonhalle de Zúrich, Orquesta de la Suisse Romande, Orquesta Estatal de Berlín, RSB, DSO, WDR Koln, HR Frankfurt Orchester, NDR Elbphilharmonie Hamburg, Orquesta Sinfónica de la SWR de Baden-Baden, Orchestre National de France, Sinfonía Varsovia, Akademie für Alte Musik de Berlín, Filarmónica de Estocolmo, Sinfónica de la Radio Danesa, Orquesta Nacional de Lyon, Sinfónica de Viena.
En 2001, participó en el estreno mundial (parcial) de la gran ópera armenia Arshak II (1868), de Dikran Tchouhadjian, puesta en escena por Francesca Zambello en la Ópera de San Francisco. En abril de 2015 dirige la Orquesta Filarmónica de Armenia en Ereván, y la efímera orquesta Armenian World Orchestra en París.
Trabaja para teatros líricos como el Metropolitan Opera de Nueva York, la Ópera de París, la Ópera Estatal de Viena, Teatro Real de la Moneda de Bruselas, la Ópera lírica de Chicago, el Teatro del Châtelet, la San Francisco Opera, el Teatro de los Campos Elíseos, el Capitole de Toulouse, la Ópera de Burdeos, el Festival de Aix-en-Provence o el Festival de Salzburgo, el Teatro Colón de Buenos Aires, la Staatsoper Unter den Linden, la Teatro de ópera de Zúrich, la Ópera Estatal de Baviera en Múnich.
Atraído por la canción y el lied, forma dúo desde hace varios años con su mujer, la mezzosoprano Nora Gubisch.
También trabajó con el DJ y productor de Techno Jeff Mills para la realización del álbum Blue Potential donde la Orquesta Nacional de Montpellier interpreta buena parte de sus títulos más famosos como The Bells.
Participó en la programación de las Chorégies d'Orange, con la dirección de Mireille de Charles Gounod, en 2010 y Un baile de máscaras de Verdi en 2013.
Es uno de los cincuenta franceses más influyentes del mundo según la revista Vanity Fair de diciembre de 2014.
Hizo su debut en el Festival de Bayreuth en 2015, dirigiendo Lohengrin. Es el tercer director francés invitado a dirigir en el Festival, después de Pierre Boulez (habiendo dirigido allí Parsifal en 1966, 1967, 1968 y 1970 y El anillo del nibelungo dirigida por Patrice Chéreau, de 1976 a 1980) y André Cluytens (belga naturalizado francés en 1939, habiendo dirigido allí Tannhäuser en 1955, Los maestros cantores de Núremberg en 1956, 1957 y 1958, Parsifal en 1957 y Lohengrin en 1958).
En enero de 2016 asumió el cargo de director musical de La Monnaie.
En diciembre de 2019 fue nombrado director musical de la Orquesta Sinfónica de la Radio de Frankfurt a partir de la temporada 2021-22.

## Discografía selecta
- Chaikovski: Obras para violín y orquesta. Satenik Khourdoian, Orquesta Sinfónica de La Monnaie (Outhere).
- Berio, Falla, Granados, Obradors, Brahms: Canciones populares. Nora Gubisch (Naïve).
- Liszt: Conciertos para piano. Nareh Arghamanyan (Pentatone).
- Ravel: Melodías. Nora Gubisch (Ingenua).
- Hermann: Cumbres Borrascosas. Laura Aikin, Boaz Daniel, Yves Saelens, Marianne Crebassa, Orquesta Nacional de Montpellier.
- Lalo: Fiesque. Roberto Alagna, Michelle Canniccioni, Béatrice Uria-Monzón, Franck Ferrari, Orquesta Nacional de Montpellier (DG).
- Duparc: Melodías. Nora Gubisch (Cascavelle).
- Tanguy: El último día de Séneca. Michel Blanc narrador (Virgin Classics).
- Tanguy: Conciertos para violonchelo. Anne Gastinel, Orquesta Nacional de Francia (Ingenua).
- Tansman: El Juramento. Devellereau, Bou, Dallis, Haidan, Gabriel, Orquesta Filarmónica de Radio Francia.
- Gorecki: Sinfonía n.º 3. Ingrid Periquito, Orquesta Filarmónica Nacional de Varsovia (Naïve).
- Dusapin: Perela. Graham-Hall, Gubisch, Perraud, Juipen, Orquesta Nacional de Montpellier (Ingenua).
- Honegger: Juana en la hoguera. Testud, Lemieux, Ruf, Jean-Paul Scarpitta (DVD).
- Dubugon: Arcanos sinfónicos. Orquesta Nacional de Montpellier (Accord; Universal).